# King's Valley
King's Valley is een platform/puzzelcomputerspel. Het spel werd ontwikkeld en uitgegeven in 1985 door de Japanse computerspellenfabrikant Konami voor de MSX-computer. Later werd het spel geschikt gemaakt voor andere platforms. Het vervolg op het spel is King's Valley II dat door Konami werd uitgebracht in 1988.
Het spel speelt als het computerspel Lode Runner uit 1983 maar dan in een piramide. Het doel van het spel is diamanten te verzamelen en hierbij diverse mummies en monsters uit de weg te gaan. Wanneer alle diamanten zijn verzameld, gaat de deur open naar het volgende level. De hogere levels zijn groter en hierbij kan de speler ook bonusitems verkrijgen zoals pikhouwelen. Alhoewel King's Valley geen puzzelspel is, moet er vooral bij de hogere levels nagedacht worden om het optimale pad te vinden naar alle diamanten.

## Ports en rewrites
Het spel werd door het Koreaanse bedrijf APROMAN geporteerd naar MS-DOS. Het resultaat ondersteunde alleen monochrome en CGA-grafische kaarten. Het Spaanse bedrijf RetroWorks porteerde het spel in 2009 voor de Sinclair ZX Spectrum. In 2008 werd het spel herschreven (niet geporteerd) naar Java. Er is ook een online versie bedoeld voor webbrowsers en mobiele telefoons.
Het spel maakt onderdeel uit van Konami Antiques MSX Collection dat in 1998 uitkwam voor zowel de PlayStation en de Sega Saturn.